# Veleno (Tananai)
Veleno è un singolo del cantautore italiano Tananai, pubblicato il 15 marzo 2024 come primo estratto dal terzo album in studio CalmoCobra.

## Descrizione
Il brano, scritto dallo stesso cantautore con Enrico Wolfgang Lonardo Cavion, è prodotto da Davide Simonetta, in arte d.whale e ha per oggetto una storia d'amore e delle relative paure che nascono tra le due persone coinvolte. Nella narrazione, il testo spazia dal desiderio di mettersi in gioco e il timore di restare feriti dalla relazione.

## Video musicale
Il video musicale, diretto da Olmo Parenti, è stato pubblicato il 27 marzo 2024 attraverso il canale YouTube del cantautore.

## Tracce
Testi e musiche di Alberto Cotta Ramusino, Enrico Wolfgang Lonardo Cavion.
1. Veleno – 3:18

## Classifiche

### Classifiche settimanali
| Classifica (2024) | Posizione massima |
| ----------------- | ----------------- |
| Italia            | 28                |

### Classifiche di fine anno
| Classifica (2024) | Posizione |
| ----------------- | --------- |
| Italia            | 85        |